# Proechimys roberti
Proechimys roberti е вид бозайник от семейство Бодливи плъхове (Echimyidae). Видът е световно застрашен, със статут Уязвим.

## Разпространение
Разпространен е в Бразилия.